# Daimler Schroedter-Wagen
Daimler Schroedter-Wagen (з нім. «автомобіль Шредтера і Даймлера») або Daimler Motor-Straßenwagen — легковий автомобіль каретного типу, розроблений німецькою компанією Daimler-Motoren-Gesellschaft у 1892 році під керівництвом Макса Шредтера. Автомобіль став втіленням подальшого розвитку, зреалізованих при виробництві моделі «Daimler Stahlradwagen». Автомобіль оснащувався двоциліндровим двигуном внутрішнього згоряння потужністю близько 2 кінських сил при 720 обертах за хвилину.
Виробництво тривало три роки до 1895 року. У цьому ж році Даймлер та його колеги, які раніше покинули компанію, знову очолили підприємство та почали розвивати програму реконструкції, в результаті якої з'явилася модель «Daimler Riemenwagen». Всього було виготовлено 12 одиниць автомобіля «Daimler Schroedterwagen».

## Опис
Автомобіль «Daimler Schroedter-Wagen» був створений німецьким виробником автомобілів Daimler-Motoren-Gesellschaft у 1892 році. Модель було розроблено без участі Готтліба Даймлера і Вільгельма Майбаха, так як вони через суперечки, що виникли між партнерами-засновниками підприємства покинули компанію як раз у тому ж році. Відповідальним за розробу був Макс Шредтер, новий технічний директор підприємства.
Автомобіль оснастили двоциліндровим чотиритактним двигуном внутрішнього згоряння, характеристики якого залежали від модифікації. Так, наприклад, робочий об'єм силових агрегатів коливався від 760 до 1060 см3. Потужність варіювалась від 1,8 до 2,1 кінських сил. Система живлення була реалізована на базі карбюратора поверхневого випаровування, ступінь стиску становив 2,5:1. Діаметр циліндра і хід поршня коливались в діапазонах від 67×108 мм до 75 x 120. У конструкції двигуна використовувався один впускний (самодіючий) і один випускний (керований) клапани на циліндр. Потужність двигуна дозволяла розвивати максимальну швидкість 18 км/год. Рама автомобіля була виготовлена зі сталевих труб, передня підвіска — велосипедні вилки зв'язані тягою. Модель оснащалась дерев'яними колесами розміром 750 мм спереду і 1000 мм ззаду, на яких закріплялись шини  від «Hamburger Gummiwerk» з твердої ґуми. Для передавання крутного моменту від двигуна до міжколісного диференціала, на відміну від моделі «Daimler Stahlradwagen», крім зубчастих передач використовувалась ще й ланцюгова передача. Коробка передач забезпечувала 3 ступені, передача заднього ходу була відсутня. Гальмування здійснювалось колодками, що притискались до зовнішньої поверхні задніх коліс.
У 1893 році один з таких автомобілів був придбаний Хасаном I, султаном Марокко.
Так склалось, що ні Шредтер, ні його автомобіль не мали особливо успіху і, як наслідок, компанія у середині 1895 року перебувала на грані банкротства. Так тривало до тих пір, поки конструктори знову не очолили підприємство, вивівши його з тяжкого становища.
На сьогодні репродукція автомобіля «Daimler Schroedterwagen» експонується в музеї Мерседес-Бенц.